# Ysbupue
Ysbupue, pleme američkih Indijanaca poznato iz jednog španjolskog dokumenta iz 1708. godine, gdje se spominju da žive sjeverno od današnjeg Eagle Passa u južnom Teksasu. J. R. Swanton klasificira ih među Coahuiltecan plemena. 

## Vanjske poveznice
- Ysbupue Indians